# Peter Englund
Peter Englund (Boden, 4 de abril de 1957) é um escritor e historiador sueco.
É um conhecido divulgador popular de história sueca e universal.